# Serafine Détschy
Serafine Marietherese Wilhelmine Eleonore Détschy, auch Serafine Detschy (9. Juni 1853 in Graz – 2. November 1927 in Berlin) war eine österreichische Theaterschauspielerin, Rhetoriklehrerin und Schriftstellerin.

## Leben
Serafine wurde als Serafina Maria Theresia Wilhelmine am 9ten Juni 1853 in Graz (Mariae Himmelfahrt) als Tochter des Arztpaares Wilhelm A. Détschy († 1896 Wien) und der W. Maria geb. Racher († 1882 Graz) geboren (des Öfteren wird das Geburtsdatum 1857, Juli 1858 genannt). Détschy zeigte schon frühzeitig ihre Neigung zur Bühne. Ihre Schwester war die Sängerin und Schauspielerin Laura Détschy (* 1859) und ihr Bruder Oskar Detschy (* 1857). Ihre Tante war Theresia Wittmann von Neuborn geb. Racher. Detschy´s sind verwandt mit der Familie Pirko und Florianschütz (k.k.Feuergewehrfabrikanten in Wien).  Das Gastspiel der Klara Ziegler überzeugte sie letztendlich ebenfalls Schauspielerin zu werden. Nach der Prüfung durch Josef Lewinsky, der ihr Talent erkannt hatte, unterrichtete sie dieser in Sprache und Deklamation und bei Bernhard Baumeister lehrte sie den natürlichen Konversationston.
In Brünn betrat sie danach als „Marianne“ in Goethes Geschwistern zum ersten Mal die Bühne. Sie wurde engagiert und ihr bald ein größerer Rollenkreis zugewiesen. Nachdem sie noch bei Heinrich Laube Szenen aus Orsina vorgesprochen hatte, erhielt sie ein Engagement in Graz (1878–1880), ging dann nach Schwerin (1881–1882) und dann nach Wien.
Obwohl sie nach ihrem glänzenden Debüt in Bürgerlich und Romantisch an die Burg engagiert wurde, trat sie dennoch nicht in den Verband dieser Bühne, sondern ging vielmehr ans Carltheater (1883). Durch den Zusammenbruch des Theaters war sie gezwungen noch im selben Jahr ans Wiener Stadttheater überzutreten. Doch auch dieses musste sie nach dem 16. Mai 1884 verlassen, da es an diesem Tag abbrannte.
Von 1885 bis 1887 war sie dann am Stadttheater Hamburg engagiert, danach am Hoftheater in Stuttgart und 1889 am Thaliatheater in Wien. Sie wechselte nach St. Petersburg, das Engagement endete aber bereits 1890, da das Deutsche Hoftheater dort aufgelöst wurde.
Ab 1890 bis 1894 arbeitete sie dann in Berlin am Lessingtheater (zwischendurch absolvierte sie eine längere Gastspielreise (1892–1893) nach New York ans Irving-Place-Theater). Dort fand sie Gelegenheit, einige neue Rollen, darunter die „Ada“ im Skandalstück Sodoms Erbe von Hermann Sudermann zu kreieren. Das Lessingtheater verließ jedoch sie, weil ihr dort zu wenig das Drama und das klassische Stück gepflegt wurden, ihre eigentlich Domäne. Sie ging dafür ans Schillertheater Berlin. 1897 schied sie dort aus und arbeitete nur noch freischaffend.
Von ihren Rollen sind erwähnenswert die „Francisca“ in den Karlsschülern, die „Burger-Lies“ im Meineidbauer, die „Lady Milford“ und die „Ulrike“ in Zärtliche Verwandte, „Gräfin Antonie“ im Frauenkampf, „Cornelia“ in Gracchus, „Herzogin“ in Glass Wasser etc.
Sie arbeitete auch als dramatische Lehrerin und Schriftstellerin. Sie veröffentlichte meist bei Boysen und Dr. Eysler & Co.

## Werke
- 1921: Die Erziehung von Stimme und Sprache durch Atemtechnik
- 1921: Übungen für Sprachtechnik nebst Erklärung d. Atemverwertung
- 1922: Orchidea
- 1913: Übungen für Sprachtechnik
- Offizielle Frau
- Regenprinzeßchen